# Partido Independiente Americano

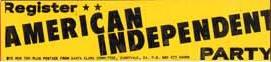

El Partido Independiente Americano (en inglés: American Independent Party, AIP) es un partido político de extrema derecha en los Estados Unidos que se fundó en 1967. El AIP es conocido por el nombramiento del exgobernador del Estado de Alabama George Wallace como candidato a las elecciones presidenciales de 1968 en una plataforma segregacionista contra Richard M. Nixon y Hubert H. Humphrey, obteniendo la victoria en cinco Estados (Alabama, Arkansas, Georgia, Luisiana y Misisipi).
El partido se dividió en 1976 en el moderno Partido Independiente Americano y el Partido Americano. Desde 1992 hasta 2008, el partido fue la rama en California del Partido de la Constitución. Su salida del Partido de la Constitución condujo a una disputa de liderazgo que continúa actualmente.

## Historia

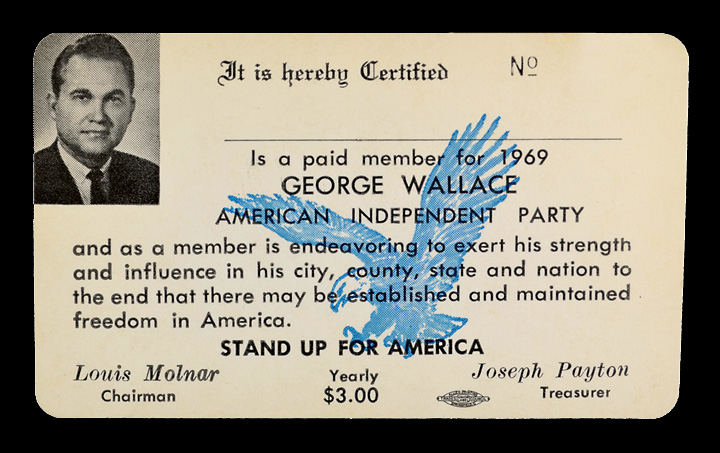
Carnet de 1969 del Partido Independiente Americano de George Wallace (que aparece en la foto) en el que se dice que "como miembro [del partido] pugna por ejercer su fuerza en su ciudad, condado, estado y nación con el fin de que pueda establecerse y mantenerse la libertad en América. DEFIENDE A AMÉRICA".

Fue fundado en 1967 por Bill y Eileen Shearer. En 1968, el Partido Independiente Americano nominó a George Wallace como candidato presidencial y al general retirado de la Fuerza Aérea de los Estados Unidos, Curtis LeMay, como candidato para la vicepresidencia. Wallace alcanzó el 13.5% de los votos y 46 votos electorales.  A partir de 1969, el AIP abandonó su ideología segregacionista y dio un giro hacia el conservadurismo.
En 1972, el congresista John G. Schmitz y el autor Thomas J. Anderson fueron nominados respectivamente como candidatos a Presidente y Vicepresidente para las elecciones presidenciales, obteniendo apenas un 1,42% del voto popular. 
En 1976 el partido se dividió en el Partido Americano, que incluía a conservadores de los estados del norte y los partidarios de Schmitz, y el Partido Independiente Americano moderno, que se centró en el Sur profundo. Ambos partidos nominaron a varios candidatos presidenciales en los años siguientes.
En la década de 1980, Bill Shearer integró al Partido Independiente en el ultraderechista Partido Populista. Desde 1992, el Partido Independiente Americano fue la rama en California del Partido de la Constitución. En 2008 el AIP se separó del Partido de la Constitución.
En 2008 el AIP se dividió en dos facciones, lo que llevó a que Jim King y Ed Noonan fueran elegidos presidentes del partido por cada una. La disputa continua hasta hoy.